# Estella Blain
Pour les articles homonymes, voir Blain (homonymie).
Estella Blain, de son vrai nom Micheline Estellat, née le 30 mars 1930 à Paris et morte le 1er janvier 1982 à Port-Vendres (Pyrénées-Orientales), est une actrice et chanteuse française.
Après des débuts prometteurs dans les années 1950, sa carrière marque le pas dans les années 1960 et décline fortement dans les années 1970. Cet échec professionnel s'ajoute à des problèmes personnels qui la conduisent au suicide à l'âge de 51 ans.
De 1953 à 1956, elle a été l'épouse de Gérard Blain, dont elle adopte le patronyme pour se doter d'un nom d'artiste en y associant son propre patronyme.

## Biographie

### Origines familiales
Issue d'une famille modeste d'origine basque, elle passe son enfance dans le quartier de Montmartre, tout près des studios Pathé-Cinéma au no 6 de la rue Francœur. Elle a un frère et deux sœurs, dont l'une, Jacqueline Estella, exercera la profession de conférencière.
Elle a l'occasion de voir les allées et venues des artistes qui travaillent aux studios Pathé où de nombreux films sont tournés pendant l'Occupation (à Paris, du 14 juin 1940 au 25 août 1944).

### Formation
Elle poursuit ses études jusqu'à la classe de Troisième et au brevet, vers 1944. Après la Libération, elle chante dans les rues et à la terrasse des cafés afin de gagner un peu d'argent.
Partie vivre en province, elle revient à Paris en 1950[réf. nécessaire]. Elle s'inscrit au Cours Simon, le plus célèbre de l'époque, et le suit avec assiduité pendant quelques mois. Au sortir de cette institution, elle entre chez Gabrielle Fontan qui dispense gratuitement des cours de comédie à quelques jeunes gens, notamment Serge Reggiani, Rosy Varte, Roger Pigaut, etc.

### Les années 1950: la notoriété
Devenue une comédienne confirmée, elle commence très vite à travailler, d'abord au théâtre du Grand Guignol dans L'Énigme de la chauve-souris en 1953 aux côtés d'un débutant, Michel Piccoli (1925-2020). Elle avoue alors avoir le trac pour cette première expérience, ce qui inquiète ses partenaires. Elle est ensuite engagée par Jean-Louis Barrault, directeur du théâtre Marigny.
En 1953, Hervé Bromberger la fait jouer dans son premier film, Les Fruits sauvages. Elle se transforme physiquement pour réussir. Brune dans ce premier film, selon les directives du réalisateur, elle redevient blonde, sa couleur naturelle, et se fait refaire le nez.
À la même époque, elle rencontre Gérard Blain (1930-2000) qu'elle épouse en 1953 ; par la suite, elle se crée un nom d'actrice en utilisant leurs deux patronymes : Estella Blain.
Durant quinze années, elle enchaîne théâtre, cinéma et télévision et atteint rapidement un statut de « star »[réf. nécessaire]. Elle commence aussi une carrière internationale, mais seulement dans des seconds rôles, car les producteurs et metteurs en scène ne s'intéressent qu'à sa beauté et à son physique avantageux[réf. nécessaire].
Divorcée en 1957, elle épouse en secondes noces en 1958, Michel Bonjean, frère de la comédienne Geneviève Page. De cette union naît un fils, Michel, en 1959. La même année, elle achète à Montfort-l'Amaury une ancienne ferme entourée d'un jardin, car elle aime la campagne et la nature (citation 1).

### Les années 1960: carrière en demi-teinte
Dans les années 1960, elle s'essaye à la chanson, ayant écrit plusieurs œuvres mélancoliques et apparaît dans quelques émissions de télévision (Dim Dam Dom en octobre 1967, où elle chante Solitude). Elle chante en première partie d'un tour de chant de Nana Mouskouri à l'Olympia, mais le public ne l'apprécie pas particulièrement.
Au théâtre, elle joue de façon très irrégulière et ses contrats sont de plus en plus espacés.

### Le déclin des années 1970
De nouveau divorcée en 1970, elle vit en 1971 une brève amourette avec l'acteur de cinéma turc Demir Karahan, mais c'est encore un échec. Ces échecs personnels et une carrière en demi-teinte vont l'affecter jusqu'à la fin de sa vie.
Le seul homme sur lequel elle peut compter, son ami Pierre Lazareff, directeur de France-Soir, meurt en avril 1972 et cela correspond au début de la chute d'Estella Blain. Le métier évolue. Les gens de cinéma et de théâtre ne s'intéressent plus à elle, même pour de petits rôles. Elle ne travaille quasiment plus à partir de 1973. Les vieux démons de son enfance resurgissent et lui tournent dans la tête[réf. nécessaire]. Elle vit dans un état de dépression nerveuse chronique et prend l’habitude de d'utiliser des médicaments antidépresseurs. Cela va augmenter petit à petit le décalage entre le personnage public qu’elle s'est créé et sa personnalité fragile cachée.[réf. nécessaire]
On la voit dans son dernier film L'Oiseau bleu diffusé à la télévision en décembre 1981.

### Mort et funérailles
Le 1er janvier 1982 au matin, son corps est retrouvé au fond du jardin de la maison qu'elle occupe avec son compagnon d'alors, à Port-Vendres. Âgée de 51 ans, elle s'est suicidée avec l'arme à feu de son compagnon en se tirant une balle dans la tempe.
Pour son dernier voyage, sa dépouille est transportée à Toulouse et incinérée au crématorium de Cornebarrieu en présence de nombreux artistes et gens de cinéma.

### Citations
- (1) « J'aime la nature pour elle-même, non pas comme un décor à des activités spectaculaires, mais pour jouir d'elle en méditant profondément. Je pars toujours sans savoir où je vais aller. Les routes me mènent et j'aboutis le plus souvent selon mon vœu intérieur. Une fois au repos, dans un beau site, je songe à ma vie de comédienne : je veux devenir l'une des premières, ou alors, renoncer ! Je préfère le cinéma au théâtre parce qu'au cinéma, à travers chaque personnage, je demeure dans ma vérité particulière. Je ferai cependant du théâtre pour être une actrice complète, avoir mon métier en main »
- « J'aime la vitesse et rouler vite dans ma petite voiture de sport »
- « Je ne pourrais vivre sans jouer » (Ciné-revue, janvier 1982)
- « Je suis très superstitieuse et cela provoque chez moi un état de paralysie provoqué par le trac. Le chef machiniste plante sur mon passage, de la coulisse à la scène, trois petits clous que je touche avant d'affronter le public. »[1]

## Filmographie

### Cinéma
- 1954 : Les Fruits sauvages de Hervé Bromberger : Maria Manzana
- 1954 : Escalier de service de Carlo Rim : Une copine de Léo
- 1955 : Tant qu'il y aura des femmes d'Edmond T. Gréville : Confidente d'Yvette
- 1957 : Les Collégiennes de André Hunebelle : Marthe
- 1958 : La Bonne Tisane de Hervé Bromberger : Thérèse
- 1959 : Le fauve est lâché de Maurice Labro : Nadine
- 1959 : Les Dragueurs de Jean-Pierre Mocky : Sylviane
- 1959 : Des femmes disparaissent de Édouard Molinaro : Béatrice
- 1960 : Colère froide de André Haguet : Catherine
- 1960 : L'Ennemi dans l'ombre de Charles Gérard : Violaine
- 1960 : Les Pirates de la côte (I Pirati della costa) de Domenico Paolella : Isabella
- 1960 : L'Auberge du Cheval-Blanc (Im weißen Rößl) de Werner Jacobs : Klärchen Hinzelmann
- 1961 : Tototruffa '62 de Camillo Mastrocinque : Diana
- 1963 : Le Tout pour le tout de Patrice Dally
- 1965 : La Corde au cou de Joseph Lisbona : Hélène
- 1966 : Angélique et le Roy de Bernard Borderie : Madame de Montespan
- 1966 : Le Diabolique docteur Z (Miss Muerte) de Jesús Franco : Nadja / Miss Muerte
- 1967 : Vivre la nuit de Marcel Camus : Nicole
- 1968 : La Puce à l'oreille (A Flea in Her Ear) de Jacques Charon : Defendant
- 1969 : Les Têtes brûlées (Cabezas quemadas) de Willy Rozier : Lucia
- 1971 : Les Nus de Salik Sencer (film tourné en Turquie, jamais sorti)
- 1972 : Le Franc-tireur ou Les Hasards de la gloire de Jean-Max Causse : La femme
- 1974 : Le Mouton enragé de Michel Deville : Shirley Douglas

### Télévision
- 1955 : Une Enquête de l'Inspecteur Grégoire de Roger Iglésis, épisode : Meurtre Inutile
- 1966 : L'Écharpe téléfilm d'Abder Isker : Marianne Auclair
- 1968 : Au théâtre ce soir : La Duchesse d'Algues de Peter Blackmore, mise en scène Robert Manuel, réalisation Pierre Sabbagh, Théâtre Marigny
- 1971 : Le Soldat et la Sorcière, téléfilm de Jean-Paul Carrère : Justine Favart
- 1972 : Les Sauvagines, série télévisée en 4 épisodes de 25 min, diffusée en 1973, de Jacques Villa : Jenny
- 1974 : Puzzle pour démons, téléfilm diffusé en 1976 : Séléna
- 1979 : La Dame aux coquillages, téléfilm de Charles Paolini : La dame
- 1981 : L'Oiseau bleu de Gabriel Axel, d'après Maurice Maeterlinck : La mère

## Théâtre
- 1955 : Le Scieur de long de Marcel Moussy, Théâtre du Tertre
- 1957 : La Mamma d'André Roussin, mise en scène de l'auteur, Théâtre de la Madeleine
- 1960 : Hamlet de William Shakespeare, mise en scène Fernand Ledoux, Festival d'Alsace
- 1962 : Les Oiseaux rares de Renée Hoste, mise en scène Alfred Pasquali, Théâtre Montparnasse
- 1963 : C'est ça qui m'flanqu'le cafard d'Arthur L. Kopit, mise en scène Jean Le Poulain, Théâtre des Bouffes-Parisiens
- 1973 : Les Femmes au pouvoir d'Élie-Georges Berreby, mise en scène Christian Chevreuse, Théâtre des Mathurins
- 1979 : La Cantate à trois voix de Paul Claudel, mise en scène Alexis Tikovoi, Festival L'Année des abbayes normandes